# Халиль Паша
Хали́ль Паша́ (тур. Halil Paşa; 1857—1939) — турецкий художник-пейзажист.

## Биография
Родился в стамбульском квартале Бейлербейи (в Ускюдаре), в семье Селим-паши, военного, выходца с Родоса, преподавателя Турецкой военной Академии. Учился в Стамбульском техническом университете. По окончании преподавал рисование в военном училище. В результате настойчивых просьб Халиль Паша был отправлен отцом в Париж для дальнейшего изучения искусства живописи, где провёл 8 лет. Обучался в мастерской художника и востоковеда Жана-Леона Жерома. На Парижском Салоне 1889 года получил бронзовую медаль за картину «Мадам Х». По возвращении домой продолжил преподавание рисования в военном училище, и в 1906 году получил звание «Паша», под которым и стал известен в дальнейшем. Через два года вышел в отставку в чине полковника запаса, и продолжил давать уроки рисования в различных школах страны в течение многих лет. В числе его студентов была первая турецкая женщина-художник Мюфиде Кадри.
В 1914 году, процессе Первой мировой войны из Парижа в Стамбул хлынула волна репатриантов, в том числе и много молодых художников. Халиль Паша занялся их обучением в Школе изящных искусств, основанной Османом Хамди Беем. В 1917-18 годах был директором школы.
В 1920-х годах Халиль Паша посетил Египет по приглашению последнего из хедивов Аббаса Халим-паши. В дальнейшем он часто гостил в особняке хедива в Стамбуле, на Босфоре, где сейчас размещается Музей Сакып Сабанджи, и находятся три известные его картины:

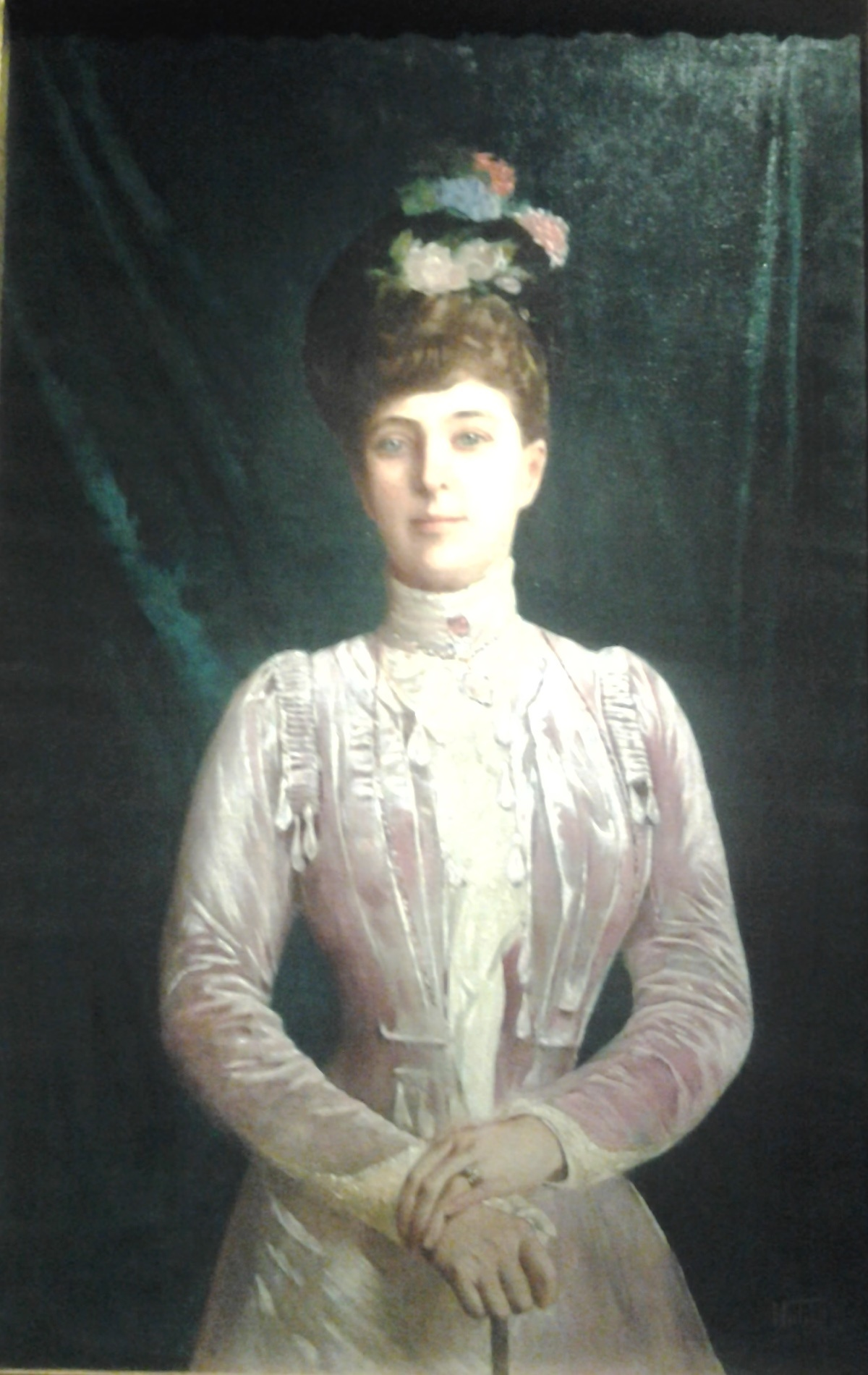
Халиль Паша, «Портрет дамы в розовом», 1904, полотно, масло, Музей Сакып Сабанджи
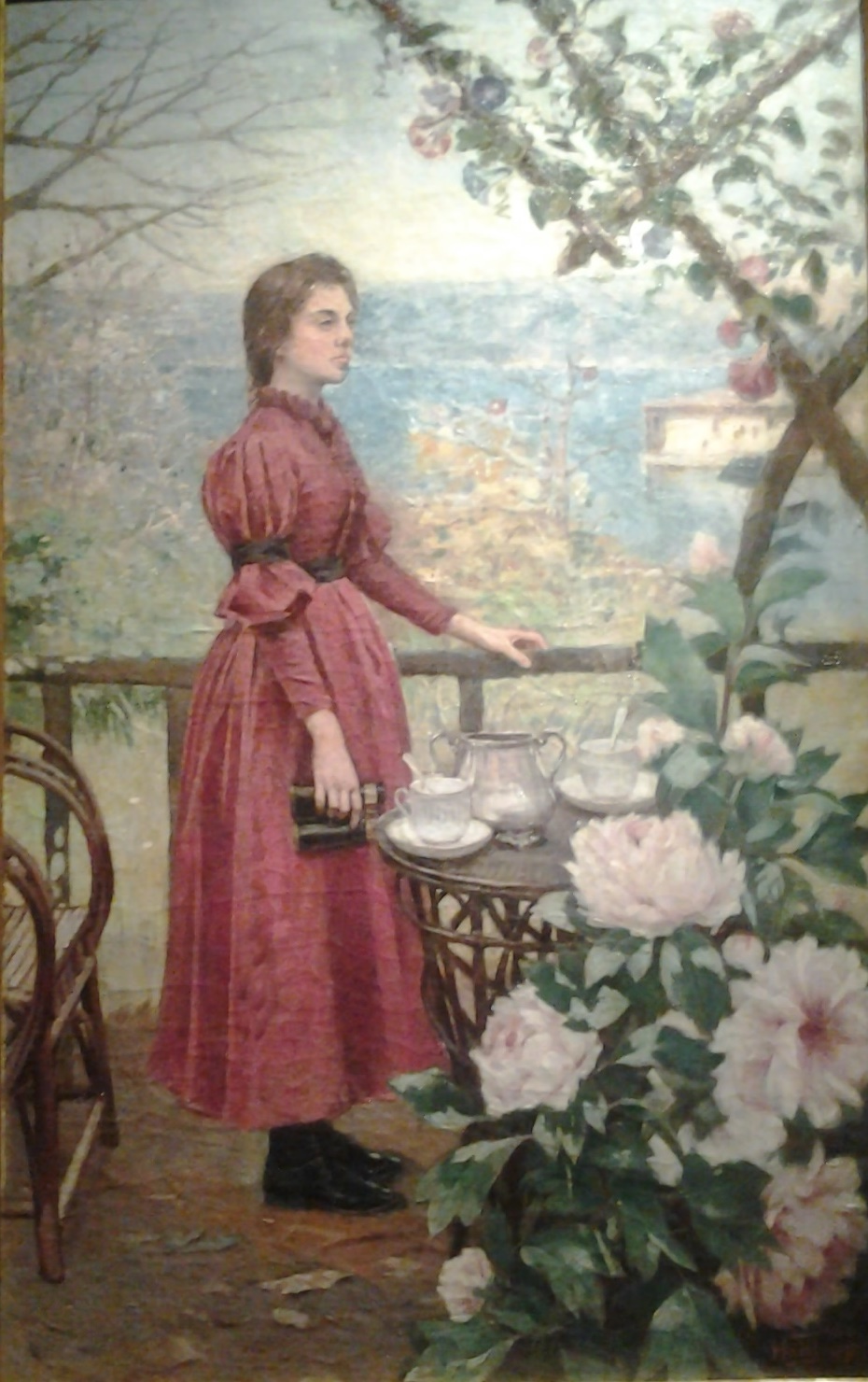
Халиль Паша, «Дама с пионами», 1898, полотно, масло, Музей Сакып Сабанджи
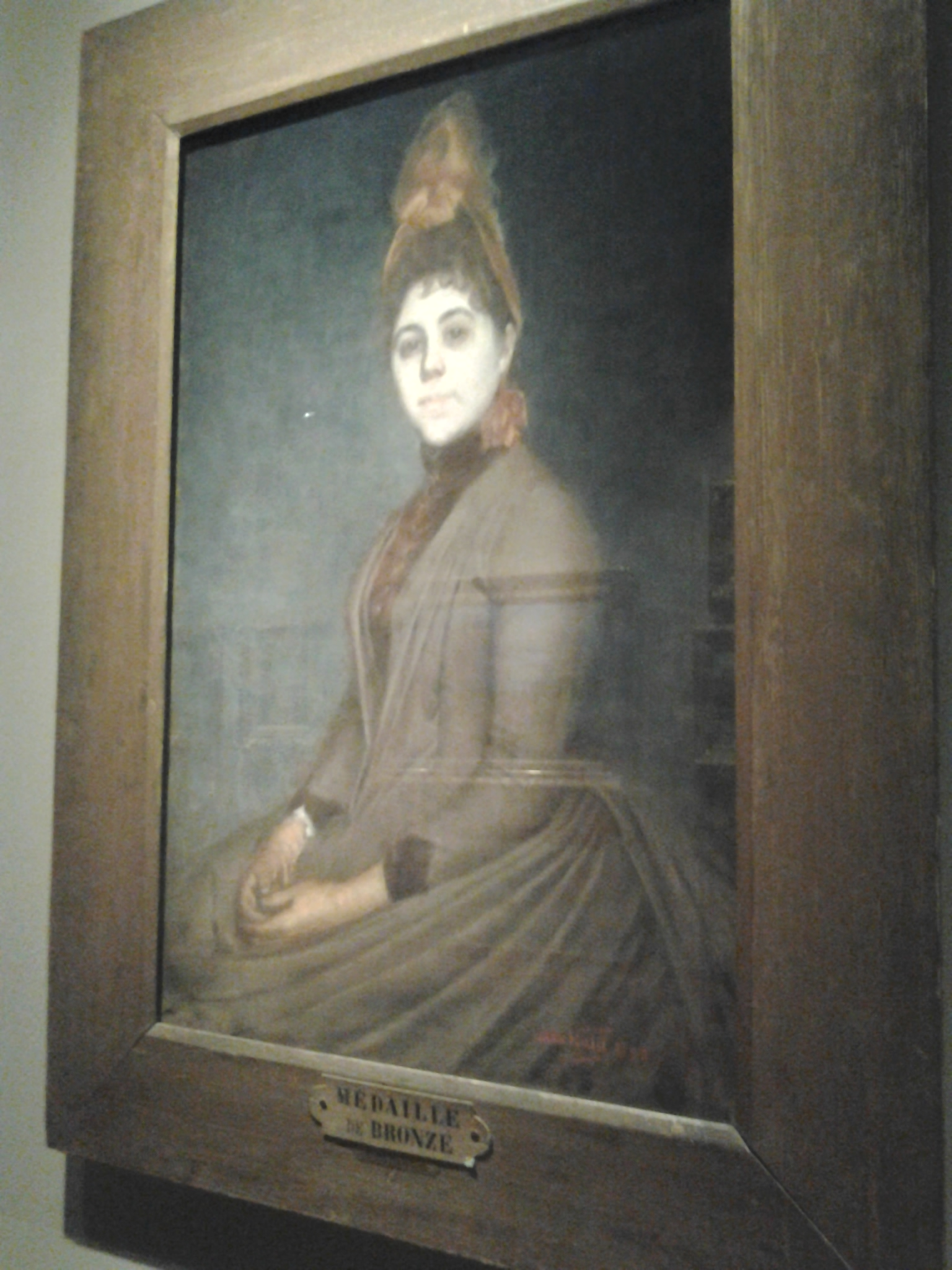
Халиль Паша. «Мадам Х», 1889, Картон, пастель, бронзовая медаль «Парижской выставки», Музей Сакып Сабанджи

Умер в 1939 году в том же стамбульском Бейлербее, где и родился.

## Картины Халиля Паши
18 января 2009 года пейзаж «Река Гёксу» был продан в частную коллекцию за $ 621,188.